# Pietro Maurandi
Pietro Maurandi (Carloforte, 5 settembre 1944) è un politico italiano.
Dirigente del PDS (Partito Democratico della Sinistra) e poi dei DS (Democratici di Sinistra), è stato eletto Deputato nel 2001 nel collegio di Iglesias con la lista de L'Ulivo. Ha fatto parte della Commissione Bilancio della Camera dei Deputati e si è occupato del Bilancio dello Stato, delle più importanti leggi di spesa e dei problemi della Sardegna. Non ha aderito al PD e ha partecipato alla nascita di Sinistra Democratica, poi confluita in SEL. Non ha condiviso le politiche di questa formazione, che ha lasciato dopo qualche tempo.
Fino alla sua elezione ha insegnato "Storia del Pensiero Economico" nelle Università di Cagliari e di Sassari. Ha fatto parte dei Consigli di Amministrazione del Banco di Sardegna, della Banca CIS, della SFIRS, dell'Università di Cagliari.
Ha scritto saggi su Ricardo, Malthus, Marx, sull'economia marginalista. Ha pubblicato una monografia sull'economista Giuseppe Todde, di cui ha curato la pubblicazione delle opere complete. Ha curato la pubblicazione delle Memorie della Società Agraria ed Economica di Cagliari. Ha pubblicato un libro su Antonio Graziadei, economista e uomo politico, mettendone in luce le originali teorie economiche e la singolare vicenda politica. Ha pubblicato un libro sull'economista statunitense John Bates Clark, rivelando le radici culturali e la complessità del suo pensiero.
Nel 2009 ha pubblicato "Ribellione e Rivoluzione", un confronto fra due episodi cruciali della storia sarda, uno del Seicento e l'altro del Settecento. Nel 2010 ha pubblicato un romanzo storico "Hombres y Dinero", ambientato nella Cagliari spagnola del Seicento. Nel 2015 ha pubblicato il romanzo "Isole".